# Дегтянский район
Дегтянский район — административно-территориальная единица в составе Воронежской и Тамбовской областей, существовавшая в 1935—1959 годах. Центр — село Дегтянка.
Дегтянский район был образован в составе Воронежской области 18 января 1935 года. В его состав вошли Верхне-Пуповский, Дегтянский, Каменно-Бродский, Мало-Пуповский и Стёженский с/с Сосновского района, а также Челнаво-Дмитриевский и Челнаво-Рождественский с/с Никифоровского района.
4 февраля 1939 года Дегтянский район был передан в Тамбовскую область.
30 октября 1959 года Дегтянский район был упразднён. При этом Дегтянский, Ново-Слободский, Подлесный, Советский, Стёженский и Челнаво-Дмитриевский с/с были переданы в Сосновский район, а Каменно-Бродский с/с — в Никифоровский район.